# Персеиди
Персеиди су вероватно најпознатији метеорски рој и један од најбогатијих метеорима. Појава Персеида сваке године је крајем јула и током августа. У средњем веку су били познати као Сузе Светог Лаврентија, који је мучен 10. августа 258. близу максимума активности роја. Почетни положај радијанта је у сазвежђу Касиопеја и потом се помера кроз северни део сазвежђа Персеј. Велика инклинација (113°) родитељске комете 109P/Свифт-Татл штити овај рој од планетарних пертурбација тако да је његова активност остала релативно стабилна током много векова. ЗХР вредности порасле су током 1980-их и 1990-их, услед кометиног повратка 1992. Максимум активности обично пада 12/13. августа.
Персеиди су први метеорски рој који је повезан са неком кометом, односно којима је одређено матично тело. Везу између Персеида и комете 109P/Свифт-Татл открио је Ђовани Скјапарели 1866. године.